# Flämischer Erbfolgekrieg
Der Flämische Erbfolgekrieg war eine Reihe von Auseinandersetzungen in der Mitte des 13. Jahrhunderts zwischen den Kindern der Gräfin Margarete II. Er betraf ihre Nachfolge in den Grafschaften Flandern und Hennegau, wobei die erste ein französisches, die zweite ein deutsches Lehen war.

## Vorgeschichte
Als Graf Balduin IX. von Flandern und Hennegau im Jahr 1202 zum Vierten Kreuzzug aufbrach und in dessen Verlauf 1205 starb, ließ er seinen europäischen Besitz für seine älteste Tochter Johanna zurück. Gräfin Johanna war mit dem portugiesischen Infanten Ferdinand (Ferrand) verheiratet, der sich aber seit der Schlacht bei Bouvines 1214 in einer langjährigen Gefangenschaft befand, wodurch Johannas jüngere Schwester Margarete die Schwarze zur aussichtsreichsten Kandidatin für die Nachfolge avancierte.
Allerdings sorgte das Eheleben von Margarete für erhebliche Probleme. Sie hatte 1212 den Adligen Burkhard von Avesnes geheiratet, der zwar der Bailli des Hennegau war, aber von seiner Familie ursprünglich für eine geistliche Laufbahn bestimmt war und bereits die Weihe zum Subdiakon erhalten hatte. Gräfin Johanna hatte deshalb 1216 beim Klerus die Nichtigkeit dieser Ehe erreicht, allerdings führte Margarete dieses Verhältnis fort, aus dem zwei Söhne hervorgingen. Erst nachdem Burchard von Avesnes auf Druck König Philipps II. August 1216 exkommuniziert wurde, verstieß ihn Margarete. Sie heiratete 1223 den Herren Wilhelm II. von Dampierre, von dem sie ebenfalls drei Söhne bekam. Um einem Erbstreit zuvorzukommen, handelte Gräfin Johanna mit ihrer Schwester 1235 eine Erbteilung aus, wonach die Avesnes-Söhne zwei Siebtel und die Dampierre fünf Siebtel des Erbes erhalten sollten. König Ludwig IX. verbürgte sich für diese Regelung, wenngleich er als König von Frankreich nur der Lehnsherr von Kronflandern war, nicht aber für dessen Gebiete im Heiligen Römischen Reich.
Im Jahr 1244 starb Gräfin Johanna trotz zweier Ehen ohne eigene Kinder, wodurch nun Margarete ihre Nachfolge als Gräfin von Flandern und des Hennegau antreten konnte. Trotz der Erbregelung von 1235 entwickelte sich um die Frage ihres Erbes unter ihren Söhnen der flämische Erbfolgestreit. Die Avesnes-Söhne beanspruchten das Erbe aufgrund des Erstgeburtsrechts, während die Dampierre-Söhne gegen sie ihre legitime Herkunft bekräftigten. Margarete selbst favorisierte dabei ihre Dampierre-Söhne als Erben gegen die Avesnes-Söhne.
Die Avesnes:
- Johann von Avesnes
- Balduin von Avesnes

Die Dampierre:
- Wilhelm von Dampierre
- Guido von Dampierre
- Johann von Dampierre

## Kriegsverlauf
Im Jahr 1246 schaltete sich König Ludwig IX. in die Kämpfe in Flandern ein. Er bestellte die Konfliktparteien nach Paris, wo er zusammen mit einem päpstlichen Legaten eine neue Friedensformel ausarbeitete. Im Dit de Paris (Spruch von Paris) sprach er Johann von Avesnes den Hennegau zu, während Flandern an die Dampierre gehen sollte. Gräfin Margarete setzte darauf Wilhelm von Dampierre zu ihrem Mitgrafen ein, weigerte sich aber Johann von Avesnes an der Regierung im Hennegau teilhaben zu lassen.
Die Abwesenheit König Ludwigs IX. auf dem sechsten Kreuzzug nutzte Margarete dazu, den königlichen Schiedsspruch ignorierend, mit ihren Dampierre-Söhnen gegen die Avesnes vorzugehen. Vor allem weil sich deren Position verbessert hatte, nachdem sie 1249 vom Papst legitimiert wurden. Im Jahr 1250 kehrte ihr Sohn Wilhelm von Dampierre vom Kreuzzug zurück, starb aber bereits 1251 bei einem Turnier, worauf die Avesnes des Mordes verdächtigt wurden.
Margarete setzte nun ihren zweiten Dampierre-Sohn zum Mitgrafen in Flandern ein und drängte ihn zu einem Angriff auf Zeeland, das sie als Lehen Flanderns betrachtete. Vor allem versuchte sie damit den Grafen von Holland und römisch-deutschen König, Wilhelm von Holland, zu treffen, der Partei für die Avesnes ergriffen hatte. Die Kämpfe wurden am 4. Juli 1253 in der Schlacht bei Westkapelle entschieden, in der Guido von Dampierre eine vernichtende Niederlage gegen den Bruder des deutschen Königs, Florens dem Vogt, erfuhr und gefangen genommen wurde. Margarete musste den Hennegau faktisch aufgeben, den nun Johann von Avesnes mit der Unterstützung König Wilhelms übernehmen konnte.
Margarete betrachtete sich jedoch nicht als endgültig besiegt. Ihr gelang es 1253 den ehrgeizigen Bruder des französischen Königs, Karl von Anjou, für ihre Sache zu gewinnen, indem sie ihm den Hennegau versprach. Er stellte sich Johann von Avesnes entgegen und nahm Valenciennes  und Mons ein, einem Aufeinandertreffen mit König Wilhelm ging er allerdings aus dem Weg.

## Ende des Krieges
Die Lage änderte sich als König Ludwig IX. 1254 von dem Kreuzzug zurückkehrte. Er erschien persönlich in Gent und unterband jede weitere Kriegshandlung seines Bruders, besonders auch da er eine drohende Konfrontation Frankreichs mit dem Reich verhindern wollte. Erneut wurde der französische König als Schiedsrichter von allen Parteien akzeptiert, der 1256 in Péronne den im Jahr 1246 gefällten Spruch von Paris bestätigte. Der Hennegau ging an die Avesnes, Flandern an die Dampierre. Karl von Anjou konnte sich ohne Gesichtsverlust aus der Affäre ziehen, indem ihm Gräfin Margarete das gegebene Erbversprechen abkaufen musste. Auch musste sie ihre Dampierre-Söhne für viel Geld aus der Gefangenschaft freikaufen, die sich anschließend mit ihren Avesnes-Halbbrüdern aussöhnten.
Als weiterer Gewinner dieses Konfliktes ging die französische Krone hervor, die ihren Einfluss in Flandern, besonders gegenüber dem Grafenhaus, beträchtlich erweitern konnte. Was allerdings unter der Bevölkerung auf keine ungeteilte Zustimmung stieß. Als König Ludwig IX. 1255 erneut nach Gent kam, wurde er vom Volk mit wütenden Beschimpfungen empfangen. Dies waren erste Anzeichen eines Gegensatzes zwischen Flamen und der französischen Krone, der unter Ludwigs Enkelsohn, Philipp dem Schönen, zu einem offenen Krieg aufbrach.